# Dokaz z neskončnim spustom
Dokaz z neskončnim spustom je v matematiki oblika dokaza in še posebej oblika dokaza s protislovjem, pri kateri se uporabi dejstvo, da je naravnih števil manjših od {\displaystyle n\,} končno mnogo in sloni na načelu najmanjšega celega števila. Ena od tipičnih rab takšnega dokaza je na primer dokaz, da dana enačba nima rešitev.
Običajno se pokaže, da če za problem obstaja rešitev, ki je v nekem smislu povezana z enim ali več naravnimi števili, bo moralo nujno izhajati, da obstaja druga rešitev, ki je povezana z enim ali več 'manjšimi' naravnimi števili. To bo naprej pogojevalo tretjo rešitev, povezano z manjšimi naravnimi števili, četrto rešitev, in zato peto rešitev in tako naprej. Vendar ne more biti neskončno mnogo še manjših naravnih števil in je zato po matematični indukciji (s ponavljanjem istega koraka) izvirna predpostavka, da obstaja katerakoli rešitev, napačna – njena veljavnost da protislovje.